# Рабец
Рабец (бел. Рабец) — посёлок в Алексичском сельсовете Хойникского района Гомельской области Беларуси.

## География

### Расположение
В 16 км на северо-запад от районного центра и железнодорожной станции Хойники (на ветке Василевичи — Хойники от линии Гомель — Калинковичи), в 119 км от Гомеля.

### Гидрография
На юге и востоке сеть мелиоративных каналов, соединённых с рекой Припять (приток реки Днепр).

## Транспортная сеть
Рядом автодорога Хойники — Мозырь. Планировка состоит из прямолинейной улицы, ориентированной меридионально и застроенной двусторонне деревянными усадьбами.

## История

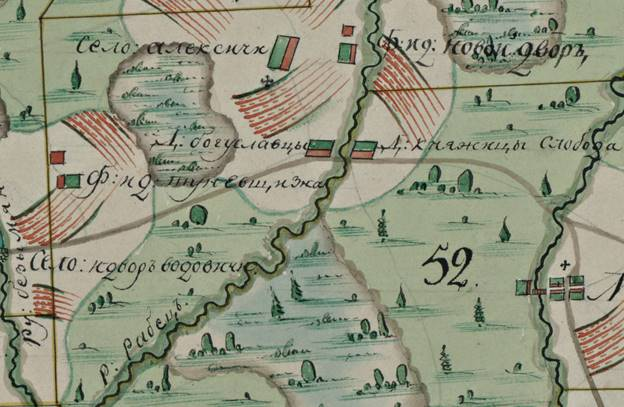
Речка Рабец на плане Генерального межевания Речицкого уезда 1797 г.

Фольварк Рабец в Юровичской волости, принадлежавший Антонию, сыну Феликса, Лавриновичу, упомянут в 1909 и 1916 г. Тут был 1 двор соответственно с 15 и 11 жителями. Название происходит от речки Рабец, известной с XVI в. Обозначена она и на плане Генерального межевания Речицкого уезда 1797 г.
Одноимённый посёлок основан в 1920-е годы. В письме отца И. П. Мележу от 10. 01. 1961 сказано: "Дарагі сын Ваня!.. Землеўпарадкаванне было праведзена ў Алексічах, і з Алексічаў зрабілі тры пасёлкі: Алексічы, Дуброўна [Дуброва] і Рабец... Шчыра твой бацька Павел". В 1931 году жители вступили в колхоз. Во время Великой Отечественной войны 10 жителей погибли на фронте. Согласно переписи 1959 года в составе колхоза «Ленинский путь» (центр — деревня Глинище).

## Население

### Численность
- 2021 год —  8 хозяйств, 14 жителей

### Динамика
- 1930 год — 26 дворов, 147 жителей
- 1959 год — 182 жителя (согласно переписи)
- 2004 год — 16 хозяйств, 35 жителей
- 2021 год — 8 хозяйств, 14 жителей
- 2022 год — Село опустело.

## Известные уроженцы
- Ревяко, Василий Афанасьевич — Герой Беларуси, заслуженный работник сельского хозяйства Республики Беларусь, кандидат сельскохозяйственных наук.